# 朱桂
代簡王朱桂（1374年8月25日—1446年12月29日），是明代藩王，明太祖第十三子，生母郭惠妃。

## 生平
他在洪武七年七月十八日（1374年8月25日）生，洪武十一年（1378年）正月封豫王，封国南昌府。洪武二十五年（1392年）三月改封代王，同年就藩大同府。洪武二十六年（1393年），徐妃生朱桂子朱遜煓。
他性格暴躁，建文元年（1399年）時，因罪被廢為庶人。
成祖即位後，恢復了朱桂的王爵。但朱桂仍然沒有改進，成祖曾賜璽書給他說：「聞弟縱戮取財，國人甚苦，告者數矣，且王獨不記建文時耶？」又下令從今起王府不得擅役軍民、斂財物。當時朱桂已經多次被人控訴行為不軌，成祖賜敕列其32條罪狀，召朱桂入朝，然而朱桂不來。成祖第二次召他時，在中途把他遣還，但把他的三護衛革去，直到永樂十六年（1418年）才恢復護衛。
朱桂在正統十一年十二月十二日（1446年12月29日）去世，諡曰簡，由孫朱仕㙻繼承王爵。

## 家庭

### 妻
- 徐氏（－1427年）[3]，徐達第二女，仁孝文皇后之妹，洪武二十四年（1391年）九月封豫王妃[4]，次年改封代王妃，生朱遜煓、朱遜𤆼[5]。晚年被逐出王府，與長孫朱仕㙻等居住[6]。

### 妾
- 呂氏，正統十四年（1449年）封代簡王夫人，生朱遜𤇜[7]。
- 徐氏，正統十三年（1448年）封代簡王夫人，生朱遜煁[8]、朱遜炓[9]、朱遜烠[10]、朱遜熮[11]。性格骄妒，正统年间曾漆朱桂二侍女为癞[12][2]。屢次偷盜王府財物給親子朱遜炓、朱遜烠[13]，致使朱桂薨後無錢治喪[14]。
- 劉氏，代王宮人，生壺關郡主[15]。

### 子
- 第一子：代悼戾世子→代戾王（追封）朱遜煓
- 第二子：廣靈榮虛王朱遜
- 第三子：潞城僖順王朱遜
- 第四子：山陰康惠王朱遜煁
- 第五子：襄垣恭簡王朱遜燂
- 第六子：靈丘榮順王朱遜烇
- 第七子：宣寧靖莊王朱遜炓
- 第八子：懷仁榮定王朱遜烠
- 第九子：朱遜熩，正统三年四月未封薨。[16]
- 第十子：隰川懿安王朱遜熮
- 第十一子：朱遜燔[16]

### 女
- 第四女：乡宁郡主，宣德四年（1429年）封，儀賓范钦[17]
- 第六女：壶关郡主，正统二年（1437年）封，儀賓秦安[18]
- 第七女：保德郡主，正统六年（1441年）封，儀賓常济[19]

## 历史遗物
代王府早于明末清初时毁于战火，代王府大概位于今大同市大南街一带，九龙壁即代王府前照壁，为全国重点文物保护单位，临近建筑有东城墙、鼓楼、南城墙、华严寺、圆通寺、凤临阁等。大同九龙壁与北京故宫九龙壁、北京北海九龙壁合称“明清三大九龙壁”。
大同九龙壁来历有这样一个故事，据说朱桂的王妃徐氏生性贪婪，一次随朱桂入京朝见，见到故宫九龙壁华丽漂亮，便要求朱桂在大同也建一个比故宫还大的九龙壁，朱桂回藩国后，便建下了这座最大的九龙壁，并且一直流传至今。

## 外部
- 《明史·代王传》辨误[]

| 無 原因：明太祖封之   | 明豫國國王 1378年－1392年 | 無 原因：改封代國，藩國撤除 |
| 無 原因：明太祖改封之 | 明代國國王 1392年－1446年 | 繼任者： 孫隱王朱仕㙻       |